# National Football Conference
National Football Conference je konferencija, podliga američkog nogometa. Podijeljena je na 4 divizije gdje u svakoj diviziji igraju po 4 momčadi: Istočna (NFC East), Zapadna (NFC West), Sjeverna (NFC North) i Južna (NFC South). Podjela ne odražava nužno zemljopisni položaj, podosta u podjeli ulogu imaju i rivalstva.

## Povijest
National Football Conference je nastala 1970. nakon što su se ujedinile National Football League (NFL) i American Football League (AFL) u novu National Football League (NFL). U sastav National Football Conference je ušlo 13 od 16 momčadi koje su sezonu ranije sačinjavali NFL ligu. Ostale tri momčadi, Cleveland Browns, Pittsburgh Steelers i Baltimore Colts prešle su u AFC konferenciju. Momčadi su bile podijeljenje u tri divizije - NFC istok, NFC central i NFC zapad. Istočnu diviziju je sačinjavalo pet momčadi, a centralnu i zapadnu po četiri. Svih trinaest originalnih momčadi i dalje igra u NFC konferenciji, s time da su St. Louis Cardinalsi 1988. godine preselili u Phoenix u Arizoni gdje i danas igraju pod imenom Arizona Cardinals. 

Članovima NFC-a su još postali:
- 1976. Seattle Seahawks (1977. godine prešli u AFC, vratili se nazad 2002. godine u NFC)
- 1977. Tampa Bay Buccaneers
- 1995. Carolina Panthers

Od 2002. godine NFC umjesto tri broji četiri divizije - NFC istok, NFC zapad, NFC sjever i NFC jug.

## Momčadi NFC-a
U NFC konferenciji trenutno igra 16 momčadi raspodijeljene u četiri divizije.
| Divizija   | Momčad                | Grad                        | Stadion                 |
| ---------- | --------------------- | --------------------------- | ----------------------- |
| NFC istok  | Dallas Cowboys        | Arlington, Texas            | AT&T Stadium            |
| NFC istok  | New York Giants       | East Rutherford, New Jersey | MetLife Stadium         |
| NFC istok  | Philadelphia Eagles   | Philadelphia, Pennsylvania  | Lincoln Financial Field |
| NFC istok  | Washington Commanders | Landover, Maryland          | FedExField              |
| NFC sjever | Chicago Bears         | Chicago, Illinois           | Soldier Field           |
| NFC sjever | Detroit Lions         | Detroit, Michigan           | Ford Field              |
| NFC sjever | Green Bay Packers     | Green Bay, Wisconsin        | Lambeau Field           |
| NFC sjever | Minnesota Vikings     | Minneapolis, Minnesota      | U.S. Bank Stadium       |
| NFC jug    | Atlanta Falcons       | Atlanta, Georgia            | Mercedes-Benz Stadium   |
| NFC jug    | Carolina Panthers     | Charlotte, North Carolina   | Bank of America Stadium |
| NFC jug    | New Orleans Saints    | New Orleans, Louisiana      | Mercedes-Benz Superdome |
| NFC jug    | Tampa Bay Buccaneers  | Tampa, Florida              | Raymond James Stadium   |
| NFC zapad  | Arizona Cardinals     | Glendale, Arizona           | State Farm Stadium      |
| NFC zapad  | Los Angeles Rams      | Los Angeles, California     | SoFi Stadium            |
| NFC zapad  | San Francisco 49ers   | Santa Clara, California     | Levi's Stadium          |
| NFC zapad  | Seattle Seahawks      | Seattle, Washington         | Lumen Field             |

## NFC konferencijska finala
| Sezona | Prvak                | Rezultat | Finalist             | Grad            | Savezna država       | Stadion                       |
| ------ | -------------------- | -------- | -------------------- | --------------- | -------------------- | ----------------------------- |
| 1970.  | Dallas Cowboys       | 17:10    | San Francisco 49ers  | San Francisco   | Kalifornija          | Kezar Stadium                 |
| 1971.  | Dallas Cowboys       | 14:3     | San Francisco 49ers  | Irving          | Texas                | Texas Stadium                 |
| 1972.  | Washington Redskins  | 26:3     | Dallas Cowboys       | Washington      | District of Columbia | RFK Stadium                   |
| 1973.  | Minnesota Vikings    | 27:10    | Dallas Cowboys       | Irving          | Texas                | Texas Stadium                 |
| 1974.  | Minnesota Vikings    | 14:10    | Los Angeles Rams     | Bloomington     | Minnesota            | Metropolitan Stadium          |
| 1975.  | Dallas Cowboys       | 37:7     | Los Angeles Rams     | Los Angeles     | Kalifornija          | Los Angeles Memorial Coliseum |
| 1976.  | Minnesota Vikings    | 24:13    | Los Angeles Rams     | Bloomington     | Minnesota            | Metropolitan Stadium          |
| 1977.  | Dallas Cowboys       | 23:6     | Minnesota Vikings    | Irving          | Texas                | Texas Stadium                 |
| 1978.  | Dallas Cowboys       | 28:0     | Los Angeles Rams     | Los Angeles     | Kalifornija          | Los Angeles Memorial Coliseum |
| 1979.  | Los Angeles Rams     | 9:0      | Tampa Bay Buccaneers | Tampa           | Florida              | Tampa Stadium                 |
| 1980.  | Philadelphia Eagles  | 20:7     | Dallas Cowboys       | Philadelphia    | Pennsylvania         | Veterans Stadium              |
| 1981.  | San Francisco 49ers  | 28:27    | Dallas Cowboys       | San Francisco   | Kalifornija          | Candlestick Park              |
| 1982.  | Washington Redskins  | 31:17    | Dallas Cowboys       | Washington      | District of Columbia | RFK Stadium                   |
| 1983.  | Washington Redskins  | 24:21    | San Francisco 49ers  | Washington      | District of Columbia | RFK Stadium                   |
| 1984.  | San Francisco 49ers  | 23:0     | Chicago Bears        | San Francisco   | Kalifornija          | Candlestick Park              |
| 1985.  | Chicago Bears        | 24:0     | Los Angeles Rams     | Chicago         | Illinois             | Miami Orange Bowl             |
| 1986.  | New York Giants      | 17:0     | Washington Redskins  | East Rutherford | New Jersey           | Giants Stadium                |
| 1987.  | Washington Redskins  | 17:10    | Minnesota Vikings    | Washington      | District of Columbia | RFK Stadium                   |
| 1988.  | San Francisco 49ers  | 28:3     | Chicago Bears        | Chicago         | Illinois             | Soldier Field                 |
| 1989.  | San Francisco 49ers  | 30:3     | Los Angeles Rams     | San Francisco   | Kalifornija          | Candlestick Park              |
| 1990.  | New York Giants      | 15:13    | San Francisco 49ers  | San Francisco   | Kalifornija          | Candlestick Park              |
| 1991.  | Washington Redskins  | 41:10    | Detroit Lions        | Washington      | District of Columbia | RFK Stadium                   |
| 1992.  | Dallas Cowboys       | 30:20    | San Francisco 49ers  | San Francisco   | Kalifornija          | Candlestick Park              |
| 1993.  | Dallas Cowboys       | 38:21    | San Francisco 49ers  | Irving          | Texas                | Texas Stadium                 |
| 1994.  | San Francisco 49ers  | 38:28    | Dallas Cowboys       | San Francisco   | Kalifornija          | Candlestick Park              |
| 1995.  | Dallas Cowboys       | 38:27    | Green Bay Packers    | Irving          | Texas                | Texas Stadium                 |
| 1996.  | Green Bay Packers    | 30:13    | Carolina Panthers    | Green Bay       | Wisconsin            | Lambeau Field                 |
| 1997.  | Green Bay Packers    | 23:10    | San Francisco 49ers  | San Francisco   | Kalifornija          | 3Com Park                     |
| 1998.  | Atlanta Falcons      | 30:27    | Minnesota Vikings    | Minneapolis     | Minnesota            | Hubert H. Humphrey Metrodome  |
| 1999.  | St. Louis Rams       | 11:6     | Tampa Bay Buccaneers | St. Louis       | Missouri             | Trans World Dome              |
| 2000.  | New York Giants      | 41:0     | Minnesota Vikings    | East Rutherford | New Jersey           | Giants Stadium                |
| 2001.  | St. Louis Rams       | 29:24    | Philadelphia Eagles  | St. Louis       | Missouri             | Edward Jones Dome             |
| 2002.  | Tampa Bay Buccaneers | 27:10    | Philadelphia Eagles  | Philadelphia    | Pennsylvania         | Veterans Stadium              |
| 2003.  | Carolina Panthers    | 14:3     | Philadelphia Eagles  | Philadelphia    | Pennsylvania         | Lincoln Financial Field       |
| 2004.  | Philadelphia Eagles  | 27:10    | Atlanta Falcons      | Philadelphia    | Pennsylvania         | Lincoln Financial Field       |
| 2005.  | Seattle Seahawks     | 34:14    | Carolina Panthers    | Seattle         | Washington           | Qwest Field                   |
| 2006.  | Chicago Bears        | 39:14    | New Orleans Saints   | Chicago         | Illinois             | Soldier Field                 |
| 2007.  | New York Giants      | 23:20    | Green Bay Packers    | Green Bay       | Wisconsin            | Lambeau Field                 |
| 2008.  | Arizona Cardinals    | 32:25    | Philadelphia Eagles  | Glendale        | Arizona              | University of Phoenix Stadium |
| 2009.  | New Orleans Saints   | 31:28    | Minnesota Vikings    | New Orleans     | Louisiana            | Louisiana Superdome           |
| 2010.  | Green Bay Packers    | 21:14    | Chicago Bears        | Chicago         | Illinois             | Soldier Field                 |
| 2011.  | New York Giants      | 20:11    | San Francisco 49ers  | San Francisco   | Kalifornija          | Candlestick Park              |
| 2012.  | San Francisco 49ers  | 28:24    | Atlanta Falcons      | Atlanta         | Georgia              | Georgia Dome                  |
| 2013.  | Seattle Seahawks     | 23:17    | San Francisco 49ers  | Seattle         | Washington           | CenturyLink Field             |
| 2014.  | Seattle Seahawks     | 28:22    | Green Bay Packers    | Seattle         | Washington           | CenturyLink Field             |
| 2015.  | Carolina Panthers    | 49:15    | Arizona Cardinals    | Charlotte       | Sjeverna Karolina    | Bank of America Stadium       |
| 2016.  | Atlanta Falcons      | 44:21    | Green Bay Packers    | Atlanta         | Georgia              | Georgia Dome                  |
| 2017.  | Philadelphia Eagles  | 38:7     | Minnesota Vikings    | Philadelphia    | Pennsylvania         | Lincoln Financial Field       |
| 2018.  | Los Angeles Rams     | 26:23    | New Orleans Saints   | New Orleans     | Louisiana            | Mercedes-Benz Superdome       |
| 2020.  | San Francisco 49ers  | 37:20    | Green Bay Packers    | San Francisco   | Kalifornija          | Levi's Stadium                |

## Prvaci NFC divizija
| Sezona | NFC istok 1970.-                                   | NFC central 1970. – 2001.                          | NFC zapad 1970.-                                   | NFC sjever 2002.-                                  | NFC jug 2002.-                                     |
| ------ | -------------------------------------------------- | -------------------------------------------------- | -------------------------------------------------- | -------------------------------------------------- | -------------------------------------------------- |
| 1970.  | Dallas Cowboys                                     | Minnesota Vikings                                  | San Francisco 49ers                                |                                                    |                                                    |
| 1971.  | Dallas Cowboys                                     | Minnesota Vikings                                  | San Francisco 49ers                                |                                                    |                                                    |
| 1972.  | Washington Redskins                                | Green Bay Packers                                  | San Francisco 49ers                                |                                                    |                                                    |
| 1973.  | Dallas Cowboys                                     | Minnesota Vikingss                                 | Los Angeles Rams                                   |                                                    |                                                    |
| 1974.  | St. Louis Cardinals                                | Minnesota Vikings                                  | Los Angeles Rams                                   |                                                    |                                                    |
| 1975.  | St. Louis Cardinals                                | Minnesota Vikings                                  | Los Angeles Rams                                   |                                                    |                                                    |
| 1976.  | Dallas Cowboys                                     | Minnesota Vikings                                  | Los Angeles Rams                                   |                                                    |                                                    |
| 1977.  | Dallas Cowboys                                     | Minnesota Vikings                                  | Los Angeles Rams                                   |                                                    |                                                    |
| 1978.  | Dallas Cowboys                                     | Minnesota Vikings                                  | Los Angeles Rams                                   |                                                    |                                                    |
| 1979.  | Dallas Cowboys                                     | Tampa Bay Buccaneers                               | Los Angeles Rams                                   |                                                    |                                                    |
| 1980.  | Philadelphia Eagles                                | Minnesota Vikings                                  | Atlanta Falcons                                    |                                                    |                                                    |
| 1981.  | Dallas Cowboys                                     | Tampa Bay Buccaneers                               | San Francisco 49ers                                |                                                    |                                                    |
| 1982.  | Nisu dodijeljeni divizijski naslovi zbog lock-outa | Nisu dodijeljeni divizijski naslovi zbog lock-outa | Nisu dodijeljeni divizijski naslovi zbog lock-outa | Nisu dodijeljeni divizijski naslovi zbog lock-outa | Nisu dodijeljeni divizijski naslovi zbog lock-outa |
| 1983.  | Washington Redskins                                | Detroit Lions                                      | San Francisco 49ers                                |                                                    |                                                    |
| 1984.  | Washington Redskins                                | Chicago Bears                                      | San Francisco 49ers                                |                                                    |                                                    |
| 1985.  | Dallas Cowboys                                     | Chicago Bears                                      | Los Angeles Rams                                   |                                                    |                                                    |
| 1986.  | New York Giants                                    | Chicago Bears                                      | San Francisco 49erss                               |                                                    |                                                    |
| 1987.  | Washington Redskins                                | Chicago Bears                                      | San Francisco 49ers                                |                                                    |                                                    |
| 1988.  | Philadelphia Eagles                                | Chicago Bears                                      | San Francisco 49ers                                |                                                    |                                                    |
| 1989.  | New York Giants                                    | Minnesota Vikings                                  | San Francisco 49ers                                |                                                    |                                                    |
| 1990.  | New York Giants                                    | Chicago Bears                                      | San Francisco 49ers                                |                                                    |                                                    |
| 1991.  | Washington Redskins                                | Detroit Lions                                      | New Orleans Saints                                 |                                                    |                                                    |
| 1992.  | Dallas Cowboys                                     | Minnesota Vikings                                  | San Francisco 49ers                                |                                                    |                                                    |
| 1993.  | Dallas Cowboys                                     | Detroit Lions                                      | San Francisco 49ers                                |                                                    |                                                    |
| 1994.  | Dallas Cowboys                                     | Minnesota Vikings                                  | San Francisco 49ers                                |                                                    |                                                    |
| 1995.  | Dallas Cowboys                                     | Green Bay Packers                                  | San Francisco 49ers                                |                                                    |                                                    |
| 1996.  | Dallas Cowboys                                     | Green Bay Packers                                  | Carolina Panthers                                  |                                                    |                                                    |
| 1997.  | New York Giants                                    | Green Bay Packers                                  | San Francisco 49ers                                |                                                    |                                                    |
| 1998.  | Dallas Cowboys                                     | Minnesota Vikings                                  | Atlanta Falcons                                    |                                                    |                                                    |
| 1999.  | Washington Redskins                                | Tampa Bay Buccaneers                               | St. Louis Rams                                     |                                                    |                                                    |
| 2000.  | New York Giants                                    | Minnesota Vikings                                  | New Orleans Saints                                 |                                                    |                                                    |
| 2001.  | Philadelphia Eagles                                | Chicago Bears                                      | St. Louis Rams                                     |                                                    |                                                    |
| 2002.  | Philadelphia Eagles                                |                                                    | San Francisco 49ers                                | Green Bay Packers                                  | Tampa Bay Buccaneers                               |
| 2003.  | Philadelphia Eagles                                |                                                    | St. Louis Rams                                     | Green Bay Packers                                  | Carolina Panthers                                  |
| 2004.  | Philadelphia Eagles                                |                                                    | Seattle Seahawkss                                  | Green Bay Packers                                  | Atlanta Falcons                                    |
| 2005.  | New York Giants                                    |                                                    | Seattle Seahawks                                   | Chicago Bears                                      | Tampa Bay Buccaneers                               |
| 2006.  | Philadelphia Eagles                                |                                                    | Seattle Seahawks                                   | Chicago Bears                                      | New Orleans Saints                                 |
| 2007.  | Dallas Cowboys                                     |                                                    | Seattle Seahawks                                   | Green Bay Packers                                  | Tampa Bay Buccaneers                               |
| 2008.  | New York Giants                                    |                                                    | Arizona Cardinals                                  | Minnesota Vikings                                  | Carolina Panthers                                  |
| 2009.  | Dallas Cowboys                                     |                                                    | Arizona Cardinals                                  | Minnesota Vikings                                  | New Orleans Saints                                 |
| 2010.  | Philadelphia Eagles                                |                                                    | Seattle Seahawks                                   | Chicago Bears                                      | Atlanta Falcons                                    |
| 2011.  | New York Giants                                    |                                                    | San Francisco 49ers                                | Green Bay Packers                                  | New Orleans Saints                                 |
| 2012.  | Washington Redskins                                |                                                    | San Francisco 49ers                                | Green Bay Packers                                  | Atlanta Falcons                                    |
| 2013.  | Philadelphia Eagles                                |                                                    | Seattle Seahawks                                   | Green Bay Packers                                  | Carolina Panthers                                  |
| 2014.  | Dallas Cowboys                                     |                                                    | Seattle Seahawks                                   | Green Bay Packers                                  | Carolina Panthers                                  |
| 2015.  | Washington Redskins                                |                                                    | Arizona Cardinals                                  | Minnesota Vikings                                  | Carolina Panthers                                  |
| 2016.  | Dallas Cowboys                                     |                                                    | Seattle Seahawks                                   | Green Bay Packers                                  | Atlanta Falcons                                    |
| 2017.  | Philadelphia Eagles                                |                                                    | Los Angeles Rams                                   | Minnesota Vikings                                  | New Orleans Saints                                 |
| 2018.  | Dallas Cowboys                                     |                                                    | Los Angeles Rams                                   | Chicago Bears                                      | New Orleans Saints                                 |
| 2019.  | Philadelphia Eagles                                |                                                    | San Francisco 49ers                                | Green Bay Packers                                  | New Orleans Saints                                 |